# Щасливська сільська рада (Бориспільський район)
| Щасливська сільська рада — орган місцевого самоврядування у Бориспільському районі Київської області з адміністративним центром у с. Щасливе. Історична дата утворення: в 1987 році. Сільській раді підпорядковані населені пункти: - с. Щасливе - с. Проліски |

## Склад ради
Рада складається з 30 депутатів та голови.

### Керівний склад ради
- Єрмакович Михайло Олександрович (2006—2008)
- Шмаюн Микола Федорович (2008—2020)